# Emma Entzminger
Emma Alyce Entzminger (Vitória, 11 de janeiro de 1996) é uma jogadora de softbol canadense, que joga na posição de terceira-base (third base).

## Carreira
Entzminger compôs o elenco da Seleção Canadense de Softbol Feminino nos Jogos Olímpicos de Verão de 2020 em Tóquio, onde conquistou a medalha de bronze após confronto contra a equipe mexicana na disputa pelo pódio na competição.